# IDEO
IDEO é uma empresa internacional de design e consultoria em inovação, fundada em Palo Alto, Califórnia, Estados Unidos, em 1991. A empresa tem escritórios em Boston, Chicago, Londres, Munique, Nova Iorque, Palo Alto, São Francisco, Xangai, Singapura e Tóquio. A IDEO é conhecida por utilizar o design thinking no desenvolvimento de produtos, serviços e experiências digitais. 
IDEO trabalhou em projetos em diversas áreas. Entre seus clientes incluem-se General Electric, Lufthansa, Alpargatas, 3M e Fundação Bill e Melinda Gates. Alguns exemplos de trabalhos da empresa incluem o primeiro mouse da Apple e o PDA Palm V. Em pouco mais de três décadas, a empresa desenvolveu mais de 3 mil produtos e serviços; e ganhou mais de 300 prêmios internacionais.